# Heinrich Heide
Heinrich Heide (* 24. Dezember 1846 in Obermarsberg; † 13. Dezember 1931 in New York, (NY)) war ein deutsch-amerikanischer Unternehmer.

## Leben
Heinrich Heide war ein Sohn des Bürgermeisters von Obermarsberg Johann Heide. Obwohl auch die Mutter aus einer wohlhabenden Bauernfamilie stammte, war die Familie zu arm um Heinrich, wie seinen zahlreichen Brüdern, eine höhere Schulbildung zu ermöglichen. Nach der Volksschule wurde er Büroangestellter in der Stadtbergerhütte in Niedermarsberg. Ohne Aufstiegsmöglichkeiten entschloss sich Heide 1866 zur Auswanderung in die USA. Zunächst arbeitete er als Hilfskraft, Fuhrknecht und Handlungsgehilfe, ehe er zusammen mit einem Bekannten eine kleine Firma für „Bedarfsartikel“ gründete, aus der 1869 eine bescheidene Süßwarenbäckerei hervorging. 
Nach dem Ausstieg seines Teilhaber gelang es Heide das Unternehmen immer weiter auszubauen. Er konzentrierte sich auf die Herstellung von Süßwaren und galt als „Bonbon-König von New York“. Schließlich besaß er ein vierstöckiges Fabrikgebäude und seine Firma beschäftigte etwa 2000 Arbeiter und Angestellte. 
28-jährig heiratete er 1873 Mary Jaeger; aus dieser Ehe gingen 11 Kinder hervor. Im Oktober 1876 nahm er die US-amerikanische Staatsbürgerschaft an. Mit seinem Unternehmen wurde er mehrfacher Millionär. Er wurde in New York auch bekannt, da er stets mit seinen Beschäftigten in der Kantine zu Mittag aß, auf ein Auto verzichtete und stattdessen mit der U-Bahn in seinen Betrieb fuhr. Er beteiligte sich aktiv am sozialen, karitativen und kulturellen Leben der Stadt und nahm zahlreiche Ehrenämter vor allem im Umfeld der katholischen Kirche an.
Wohl als Folge seiner eigenen Kindheit setzte er sich vor allem für kinderreiche Familien ein. Nach dem Ersten Weltkrieg versuchte er die soziale Not in Deutschland zu mildern. Er charterte ganze Schiffe und ließ Kleidung und Nahrungsmittel transportieren. Davon profitierten vor allem Waisenhäuser, Kinderheime und ähnliche Einrichtungen. Diese Unterstützung setzte er in den 1920er Jahren weiter fort, obwohl sein Unternehmen in wirtschaftliche Schwierigkeiten geriet. Der St. Nikolauskirche seiner Heimatstadt stiftete er eine Orgel.

## Ehrungen
- Zum Dank für die Nothilfe nach dem Ersten Weltkrieg verlieh die Universität Tübingen Heinrich Heide die Ehrendoktorwürde.
- Reichspräsident Paul von Hindenburg zeichnete Heinrich Heide 1929 mit dem Ehrenzeichen des Deutschen Roten Kreuzes aus.